# Foreshadowing
Foreshadowing é um artificio literário pelo qual um autor insinua fragmentos da história que ainda está por vir. É uma espécie de "truque narrativo" no qual um elemento é colocado em cena de maneira que o público não o decifre de imediato, e sua volta posteriormente abala a trama de maneira significativa. Difere-se do red herring devido seus elementos serem fatos que serão realocados na história, e não apenas criando aleatoriamente pistas falsas ou induzir o espectador a raciocinar de modo errôneo.
A técnica, consiste, de forma sumarizada, em detalhes nos filmes que às vezes é parte do dialogo, outras vezes é um mero objeto em cena. Pode-se usar como exemplo o filme Toy Story de 1995, no qual Sid Phillips tortura Xerife Woody com uma lupa para queimá-lo. A escolha pela lupa possui um propósito no roteiro que vai checar com a ideia de Woody para ajudar Buzz Lightyear à acionar o foguete no final da trama.